# Monte Khabarjina
Monte Khabarjina (en georgiano: ქაბარჯინა) es una montaña y un volcán de Transcaucasia, en la región del Cáucaso. La cumbre de 3142 metros se encuentra en la República de Georgia, cerca de la frontera con la Federación de Rusia en la cordillera del Gran Cáucaso. Cerca del volcán esta el monte Kazbek, otro volcán del mismo grupo volcánico.